# Айкидоги
Айкидоги — японская спортивная форма  для  занятие  айкидо.
Традиционно занимающиеся Айкидо для тренировок надевают белый тренировочный костюм («кэйкоги»), состоящий из хлопчатобумажных штанов «дзубон» (яп. ズボン дзубон, букв. «штаны») и куртки «уваги» (яп. 上衣 уваги, букв. «пиджак»). Сэнсэй (учитель) может рекомендовать новому ученику приобрести кимоно такое же плотное, как для дзюдо («дзюдоги»). Как правило, штаны айкидоги имеют усиление на коленях, что связано с наличием отработки приёмов в сувари вадза (яп. 座り技 сувари вадза, приёмы, выполняемые из положения сидя на коленях).
Третьей частью кэйкоги является пояс «оби» (яп. 帯 оби, букв. «пояс»): многослойный, простроченный в несколько рядов, длиной до 4 метров. Поясом опоясываются поверх запахнутого айкидоги, в два оборота. Притом не на талии, а ниже, на бедрах. Это делается, чтобы тренирующийся мог во время тренировки проще концентрироваться на центре «тандэн» (яп. 丹田 тандэн, букв. «поле киновари») — точке, находящейся чуть ниже пупка.
Цветные пояса в айкидо Айкикай обозначают уровень ученика (кю или дан) — в порядке возрастания уровня:
| 6-й кю — белый (самый начальный) |
| 5-й кю — жёлтый                  |
| 4-й кю — красный                 |
| 3-й кю — зелёный                 |
| 2-й кю — синий                   |
| 1-й кю — коричневый              |
| 1-й дан…10-й дан — чёрный        |

В некоторых школах айкидо Айкикай шестой кю отсутствует, и до первой удачной аттестации ученики носят только белый пояс.
В других стилях айкидо, например, Ёсинкан айкидо, может быть принята иная градация цветов поясов.
Ученик, имеющий уровень 1-го кю, через определённое время может аттестоваться на мастерский разряд (дан).
Все мастера, начиная с ранга первого (младшего) дана по десятый (старший) дан носят чёрные пояса.
На тренировках, вне зависимости от разряда, все айкидоки могут быть опоясаны белыми поясами (не во всех школах).
Также мастер (в некоторых школах и ученики) имеет право носить чёрные штаны-юбку, называемую хакама. Каждая складка на хакама имеет своё название.